# Royaume du Kénédougou
Pour les articles homonymes, voir Kénédougou.
 (juillet 2018).
Si vous disposez d'ouvrages ou d'articles de référence ou si vous connaissez des sites web de qualité traitant du thème abordé ici, merci de compléter l'article en donnant les références utiles à sa vérifiabilité et en les liant à la section « Notes et références ».
1600–1898
Entités suivantes :
- Afrique Occidentale Française

Le royaume du Kénédougou est une royaume ouest-africain, construite au XVIIe siècle sur le cours supérieur du fleuve Nigers. Son territoire fait de nos jours partie région de Sikasso, est région de Koutiala, et la région de Bougouni. dans l’ouest maliens. Le royaume est conquis par Tiéba Traoré dans les années 1845. Il a pour capitale historiques la localité de Sikasso.

## Histoire
À la mort de Mansa Daoula Traoré, c’est son frère Daoula Traoré qui règne jusqu’en 1862. Il est détrôné par N'Golo Kounanfan Traoré.
En 1866, à sa mort, Tiéba Traoré, fils de Mansa Daoula Traoré, prend les rênes du Royaume. Il règne pendant 27 ans et porte le royaume à son apogée et fixe la capitale à Sikasso. Il fait construire son palais sur le mamelon et fait construire en 1890 une forteresse, le tata, longue de 9 km et haute de 6 mètres pour résister aux attaques de Samory Touré.
En 1893, son frère, Babemba Traoré lui succède. Il mène la résistance contre les colonisateurs français jusqu’en 1898 où les troupes françaises finissent par s’emparer de Sikasso le 1er mai. Babemba Traoré, préférant la mort à la honte, se suicide.